# Heřmanické červené buky
Heřmanické červené buky je památná skupina stromů v Heřmanicích, obci na severu České republiky, ve Frýdlantském výběžku Libereckého kraje.

## Poloha a historie
Stromy rostou jižně od silniční komunikace číslo III/03513, která spojuje někdejší hraniční přechod na česko-polské státní hranici na západě s Kristiánovem, respektive Dětřichovem na východě. V těsném sousedství stromů po západní straně odbočuje z uvedené silnice místní komunikace vedoucí k budově zdejšího obecního úřadu. O prohlášení stromů za památné rozhodl městský úřad ve Frýdlantě, jenž své rozhodnutí vydal 6. prosince 2006. Své účinnosti nabyl dokument 28. prosinec 2006.

## Popis
Památné stromy, oba jsou buky lesní červenolisté (Fagus sylvatica). Obvod kmenů dosahuje 242 centimetrů a u druhého 293 centimetrů. V okolí stromů je vyhlášené ochranné pásmo mající tvar kruhu, který má poloměr odpovídající desetinásobku průměru kmene ve výšce 1,3 metru.